# Jean-Paul Haton
Pour l’article homonyme, voir Haton.
Jean-Paul Haton (né le 30 juin 1943 à Oujda au Maroc) est un chercheur et universitaire français, spécialiste de l'interface homme-machine et un précurseur dans le domaine de la reconnaissance de la parole.

## Biographie
Son grand-père paternel est bûcheron dans les Vosges, et son père, Paul Emile Haton, est commandant dans l'armée française,.
Jean-Paul Haton fait des études secondaires à Saint Dié, puis est  étudiant à l'université Henri-Poincaré à Nancy, puis auditeur libre à l'École normale supérieure de Saint-Cloud, où il prépare et obtient l'agrégation de physique. Il est docteur d'État.
Après un début de carrière dans l'enseignement, il est professeur à l'université Henri-Poincaré à Nancy depuis 1974, et est responsable au sein du LORIA d'un pôle de recherche en intelligence artificielle. Tout en restant à Nancy, il alterne les positions entre le CNRS et l'INRIA. Il est nommé professeur de classe exceptionnelle à l'université Henri-Poincaré en 1990. Il a dirigé plus de 60 travaux de thèses de doctorat.
Il est aussi membre du Conseil supérieur des universités de 1981 à 1986 et membre du Comité national du CNRS de 1987 à 1990.
Il est l'auteur de plus de 250 ouvrages et articles, et de conférences sur l'intelligence artificielle. Il a été le premier informaticien de l'Institut universitaire de France.
Il a fondé, avec Alain Bonnet et Jean-Michel Truong, Cognitech, la première société européenne spécialisée en intelligence artificielle.
Le 3 octobre 1982 il est présent, avec d'autres comme Daniel Prévot, Jean-Pierre Thomesse ou Gilles Tissier, à la fête organisée par l'Association amicale des anciens du centre de calcul (3A2C) pour le départ à la retraite de Jean Legras.
Il est membre de l'Académie lorraine des sciences, académicien de la 1re section, et vice-président en 2013.

## Vie privée
Depuis 1969, Jean-Paul Haton est l'époux de Marie-Christine Haton, qui fut professeur d'informatique à l'université de Lorraine. Ils sont les parents d’Emmanuel Haton, né en 1970, polytechnicien et membre du corps des mines et de Sébastien Haton, linguiste et écrivain.

## Ouvrages
- Intelligences artificielles : de la théorie à la pratique, Dunod, 2023.
- La Parole numérique. Analyse, reconnaissance et synthèse du signal vocal. Bruxelles : Académie Royale de Belgique, collection "L'Académie en poche", 2016.  (ISBN 978-2-8031-0528-1).
- Apprentissage artificiel - Concepts et algorithmes de Antoine Cornuéjols, Laurent Miclet et Jean-Paul Haton (3 juin 2010)
- Reconnaissance automatique de la parole : Du signal à son interprétation, Jean-Paul Haton, Christophe Cerisara, Dominique Fohr et Yves Laprie (2 octobre 2003)
- Le Raisonnement en intelligence artificielle, Jean-Paul Haton (1er décembre 1997)
- Robustness in automatic speech recognition: fundamentals and applications, Jean-Claude Junqua et Jean-Paul Haton, éd. Kluwer Academic Press, 1996.  (ISBN 978-1-4612-8555-7). Cet ouvrage, réédité, a été cité 545 fois dans des publications scientifiques selon Google Scholar (2022).
- L'intelligence artificielle, Que sais-je ?, 1989  (ISBN 2 13 043164 X)
- Reconnaissance automatique de la parole, Ed Dunod 1991  (ISBN 2040188274)
- Modèles connexionnistes pour l’intelligence artificielle, 1989.
- Systèmes experts, en coll. avec Alain Bonnet et Jean-Michel Truong-Ngoc, éd. Dunod, 1986  (ISBN 2729601449)

## Distinctions
- Officier de l'ordre des Palmes académiques